# Avani, Mulbagal
Avani là một làng thuộc tehsil Mulbagal, huyện Kolar, bang Karnataka, Ấn Độ.